# Concarneau
Concarneau en idioma francés y oficialmente, Konk-Kerne en bretón, es una localidad y comuna francesa del departamento de Finisterre, en la región de Bretaña.
Concarneau en idioma francés y oficialmente, Konk-Kerne en bretón y comuna francesa del departamento de Finisterre, en la región de Bretaña.

## Toponimia
El nombre de la población aparece bajo la forma de "Conc" en 1279 y ya a partir de 1489 como Concarneau. El primer elemento Conc- significa en bretón ensenada o pequeña bahía, aunque también podría tratarse de un préstamo del latín que significaría "concha". El segundo elemento -kerneo significaría en bretón Cornouaille. Concarneau significaría por tanto bahía o concha de Cornouaille.

## Historia
Concarneau surgió en la Alta Edad Media sobre una pequeña isla accesible a marea baja que domina una pequeña bahía, lo que ofrecía una protección natural tanto para los habitantes como para las embarcaciones.
Su situación privilegiada favoreció su desarrollo, adquiriendo en el siglo XIII o a principios del siglo XIV su aspecto actual rodeado completamente de murallas. 
Durante la Edad Moderna Concarneau alberga una guarnición militar permanente y una población pesquera, siendo sus murallas mejoradas por Vauban entre 1680 y 1694.
Con la Revolución industrial la ciudad se transforma y comienza a expandirse fuera de las murallas con la construcción de casas para la burguesía a lo largo de los muelles exteriores. A mediados del siglo XIX aparecen las primeras conserveras especializadas en la sardina y en el atún, colocando al puerto de Concarneau como uno de los más importantes de Francia. Hacia 1900 la ciudad cuenta con 30 conserverías que emplean a unas 2000 personas (de una población total de 7000 habitantes).
Esta actividad irá declinando tras la Segunda Guerra Mundial, si bien Concarneau sigue siendo hoy en día un importante puerto pesquero (primer puerto francés para el atún y sexto para la pesca de bajura) con un importante sector de construcción naval.
A estas actividades se une su interés turístico, surgido desde finales del siglo XIX cuando se estableció en la ciudad una importante comunidad de pintores.

## Lugares y monumentos
La mayoría de monumentos de interés se encuentran en la llamada "Ville Close", un islote de 380 metros de longitud por unos 100 de anchura completamente rodeado de murallas, accesible desde tierra firme por un único lugar y que constituye el antiguo centro histórico.
- Las murallas: las actuales datan del siglo XVI y fueron reformadas por Vauban.
- El campanario comunal (beffroi) que data de 1906.
- La Casa del Gobernador (siglo XVIII).
- La Capilla del Rosario data del siglo XV y funcionó posteriormente como cuartel y como cooperativa de pescadores. Hoy en día está integrada al Museo de la pesca.
- Museo de la pesca.
- Los restos de la antigua Iglesia de Saint Guénolé, edificada en 1830.
- Castillo de Kériolet (en los alrededores de la ciudad).

## Demografía
| 2 000 | 1 561 | 1 608 | 1 511 | 1 984 | 1 816 | 2 100 | 2 289 | 2 372 | 2 767 | 3 555 | 4 463 | 4 745 | 5 191 | 5 684 | 5 991 | 6 500 | 7 635 | 8 007 | 7 263 | 6 170 | 5 995 | 5 815 | 5 878 | 10 519 | 10 341 | 15 907 | 17 801 | 18 759 | 17 984 | 18 630 | 19 453 | 20 280 |
| Para los censos de 1962 a 1999 la población legal corresponde a la población sin duplicidades (Fuente: INSEE [Consultar]) |       |       |       |       |       |       |       |       |       |       |       |       |       |       |       |       |       |       |       |       |       |       |       |        |        |        |        |        |        |        |        |        |

## Deportes
US Concarneau es el club de fútbol local y se desempeñará, desde la temporada 2024-25, en la tercera categoría del fútbol francés, el Championnat National, tras haber descendido. Disputa sus partidos de local en el Stade Guy-Piriou cuyo aforo es de 6.500 espectadores.

## Ciudades hermanadas
- Bielefeld  Alemania
- Mbour  Senegal
- Penzance  Reino Unido
- Burela  España (en proceso de hermanamiento)

## Fotografías

Panorámica de Concarneau.

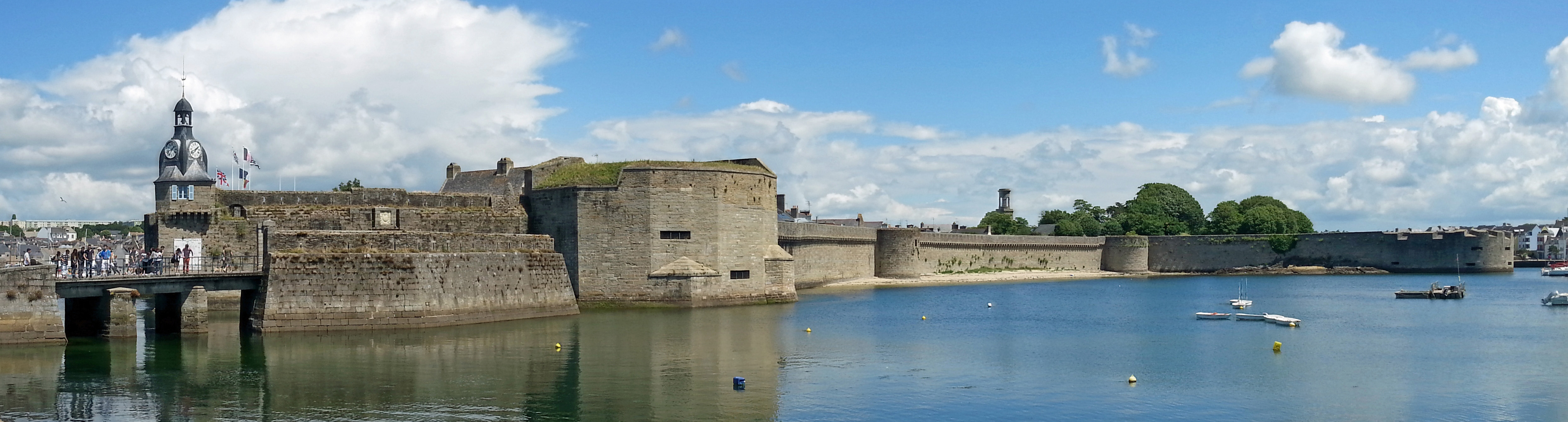
Ville Close
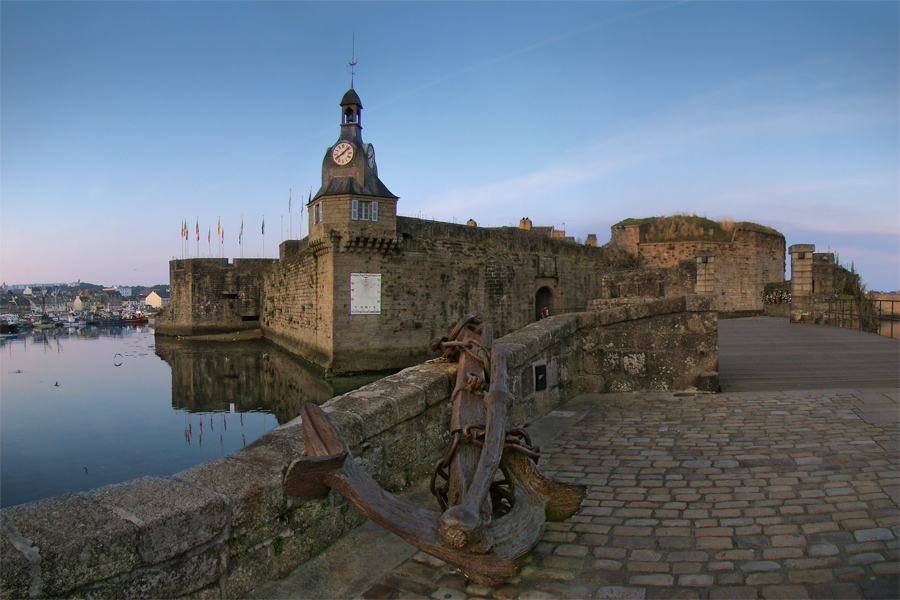
Beffroi y entrada al centro histórico.
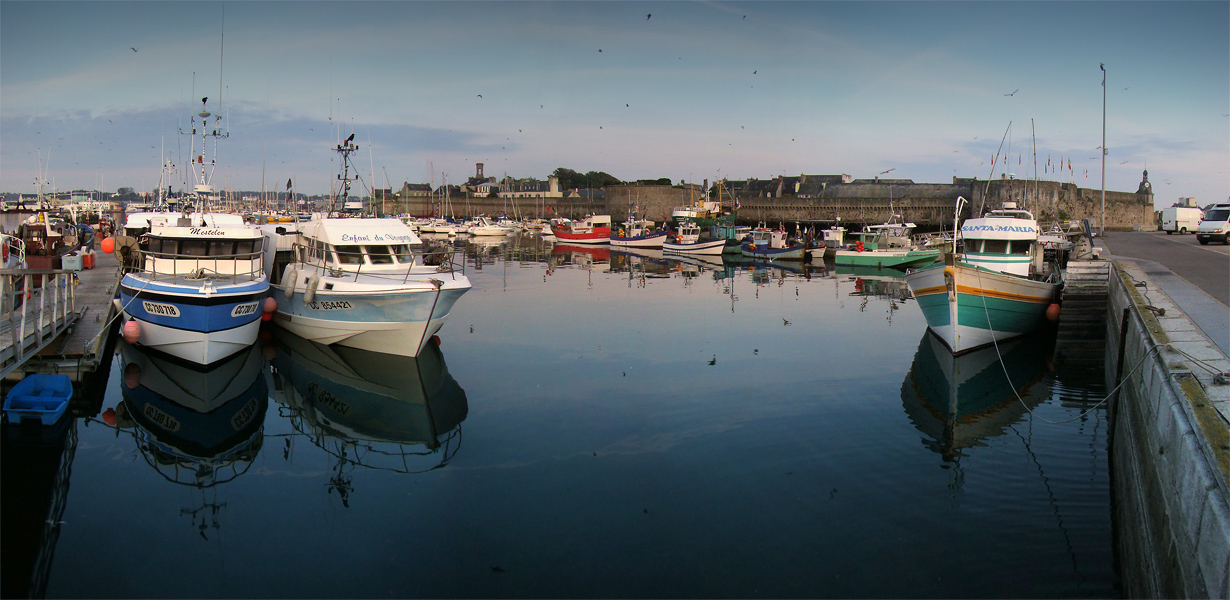
Puerto deportivo.
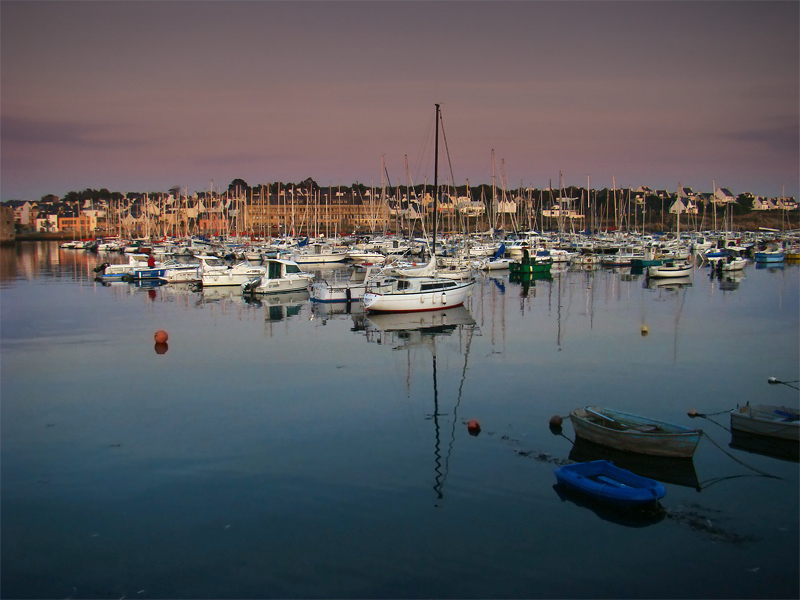
Puerto deportivo.
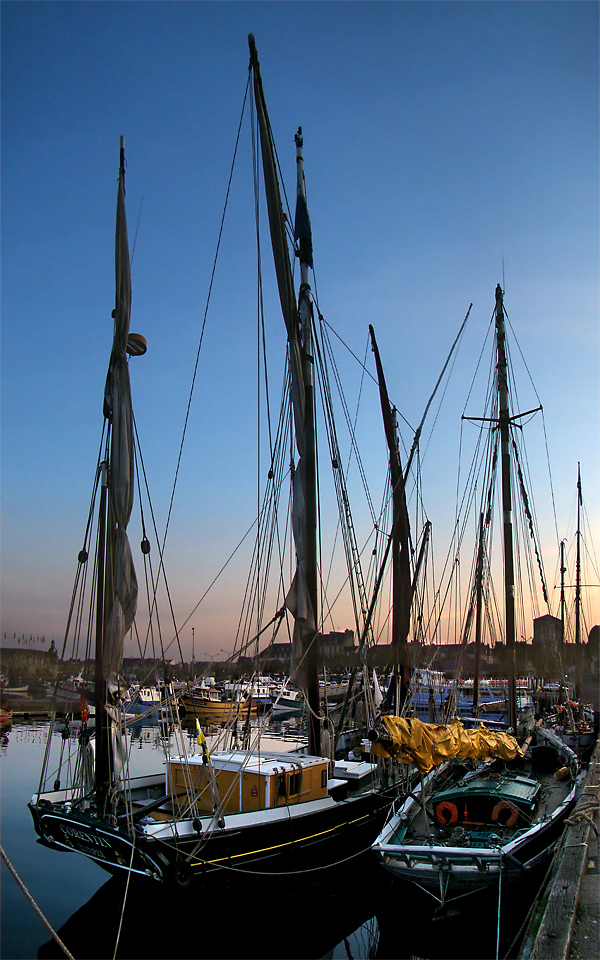
Puerto deportivo.
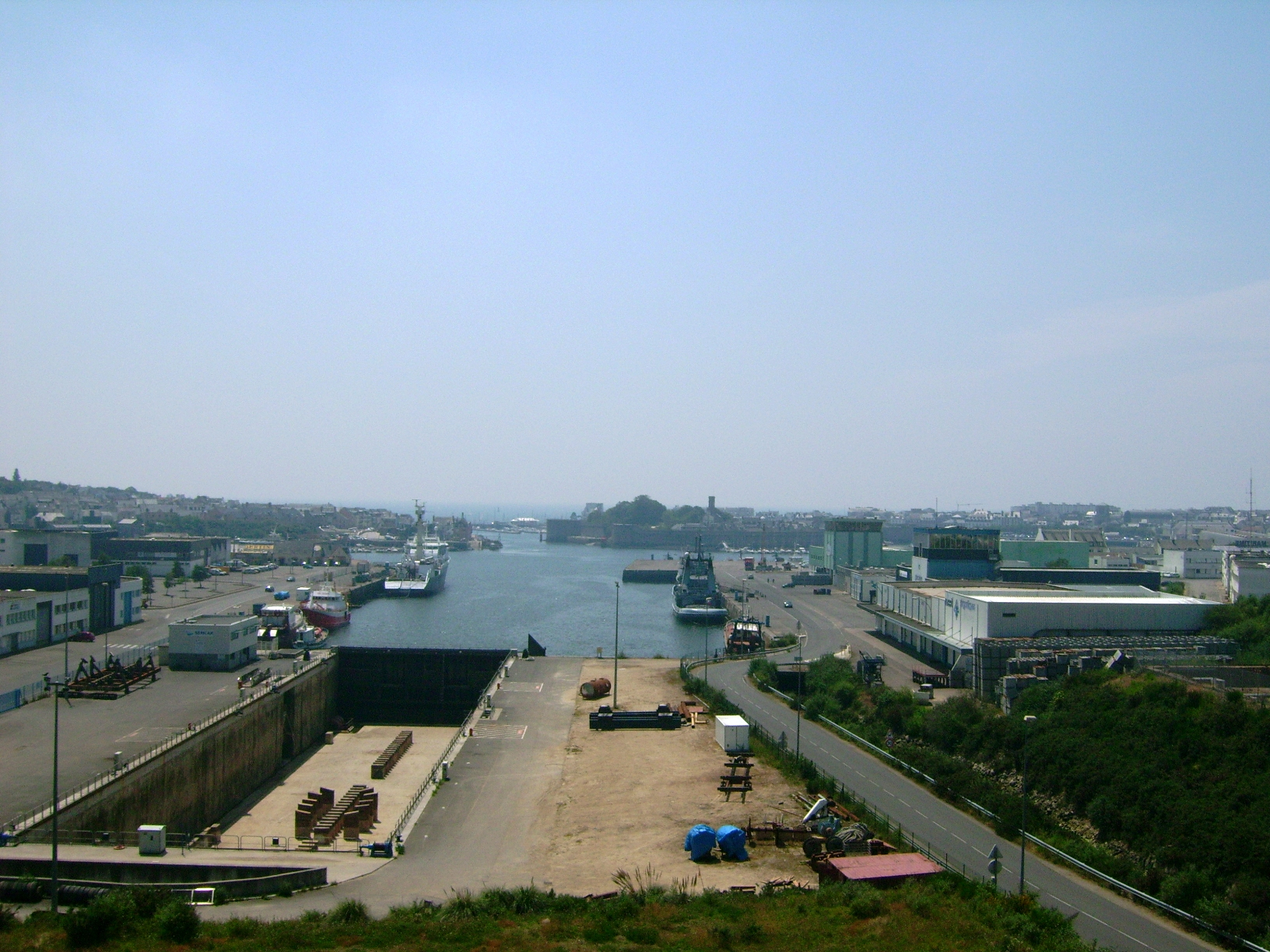
Vista de los astilleros y de las instalaciones del puerto.
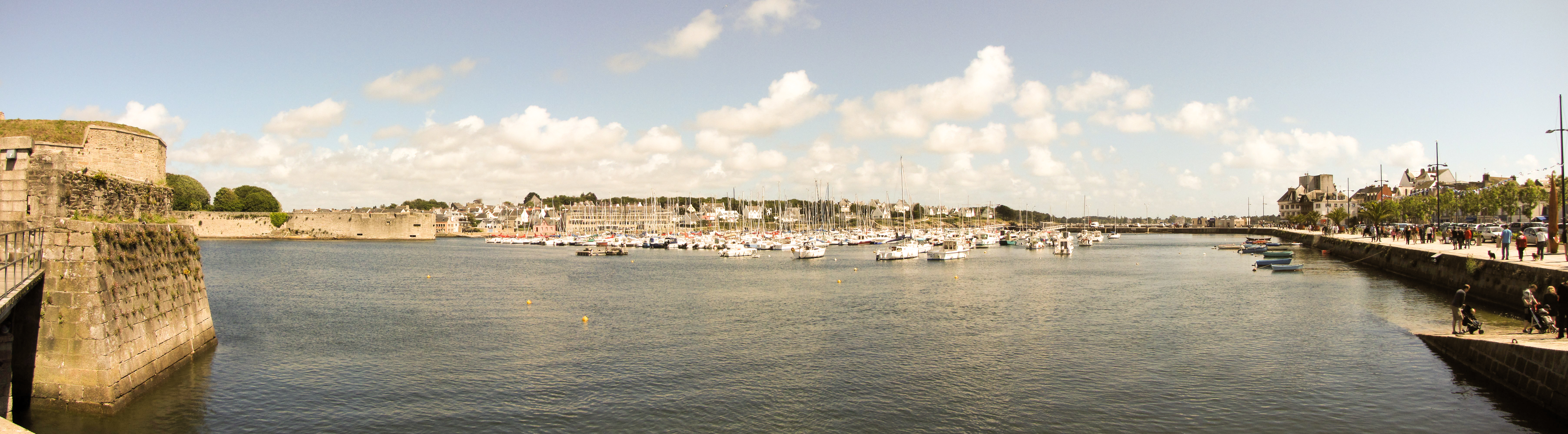
Puerto deportivo.
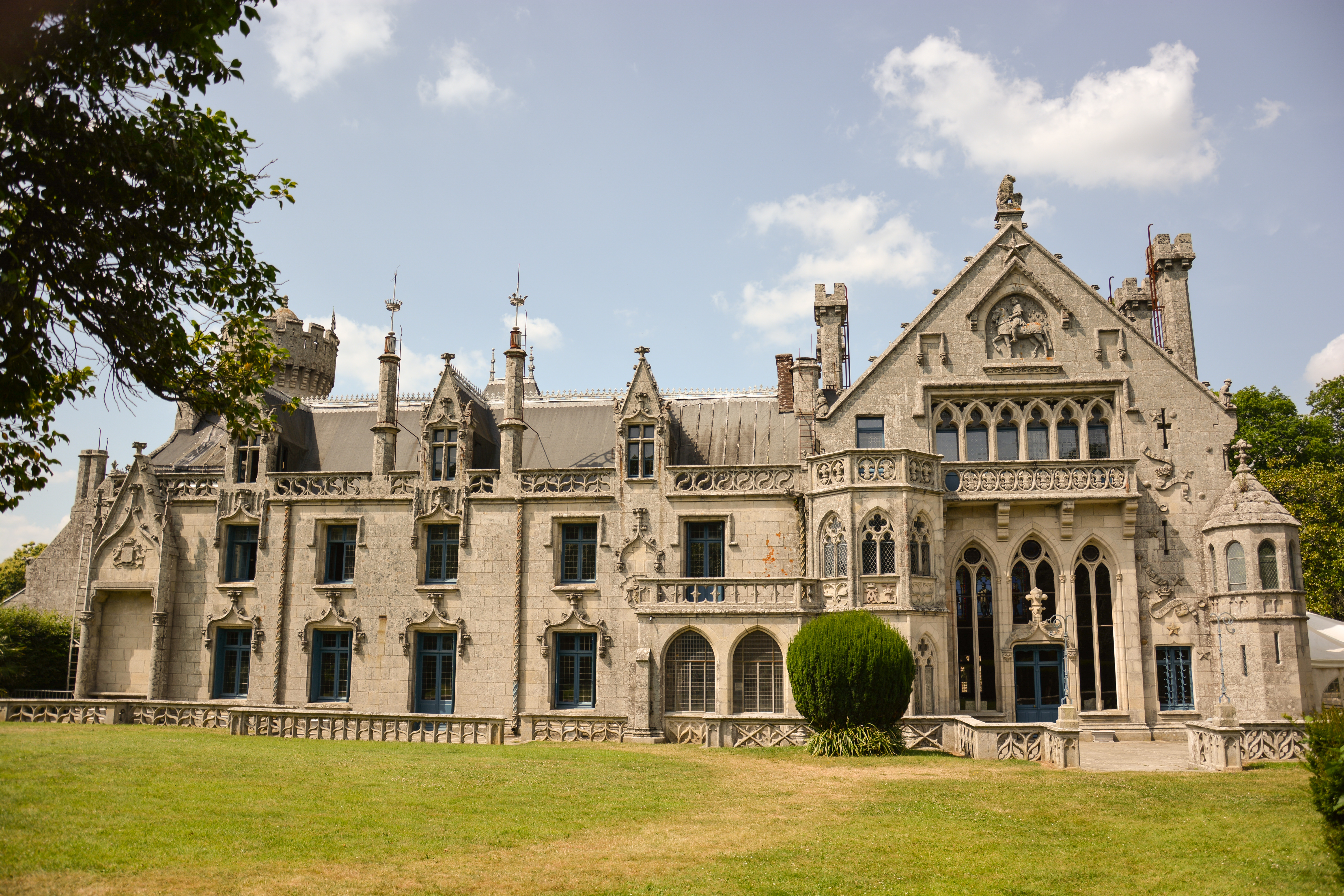
Castillo de Kériolet.
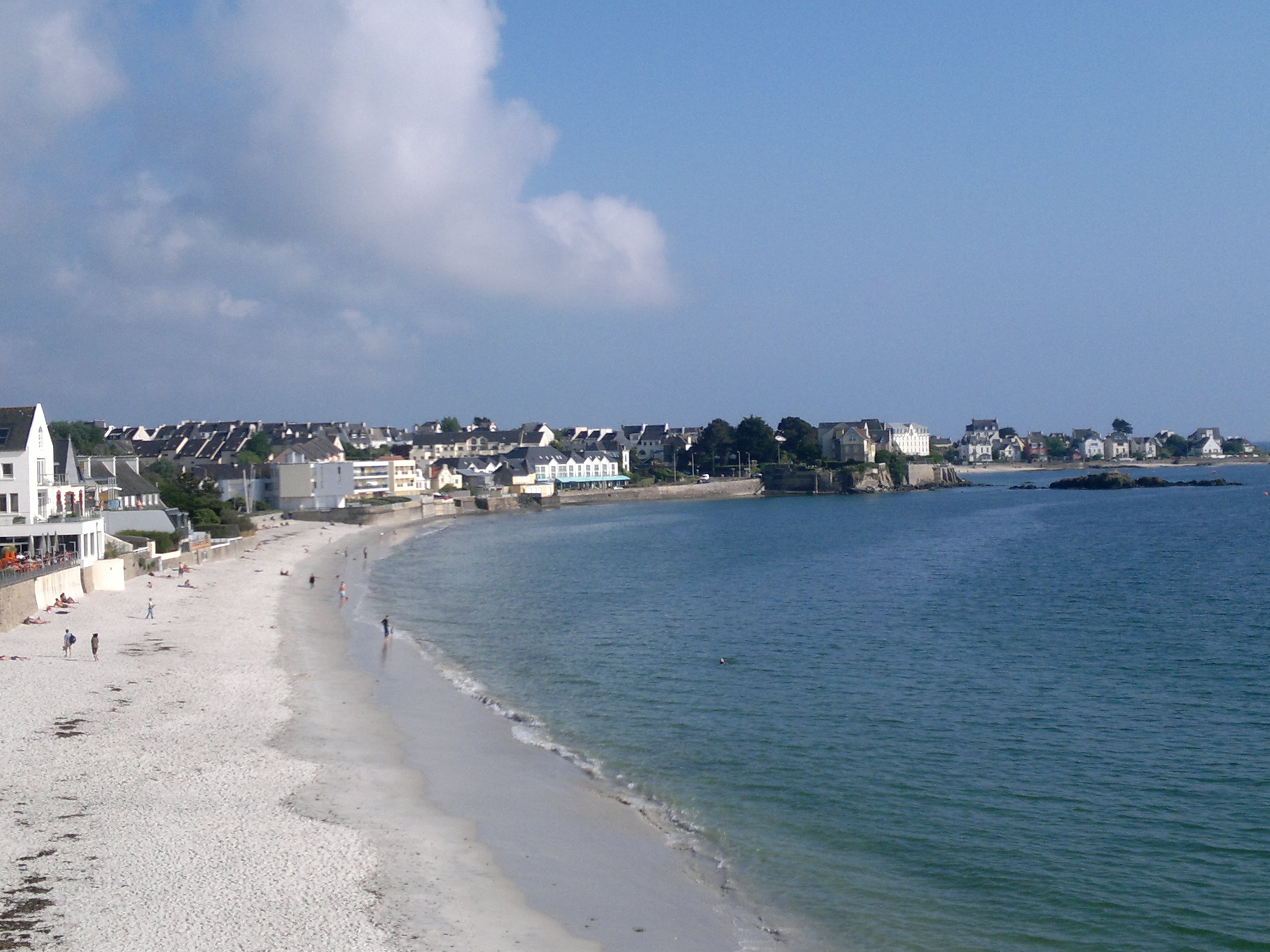
Playa de "Sables Blancs".
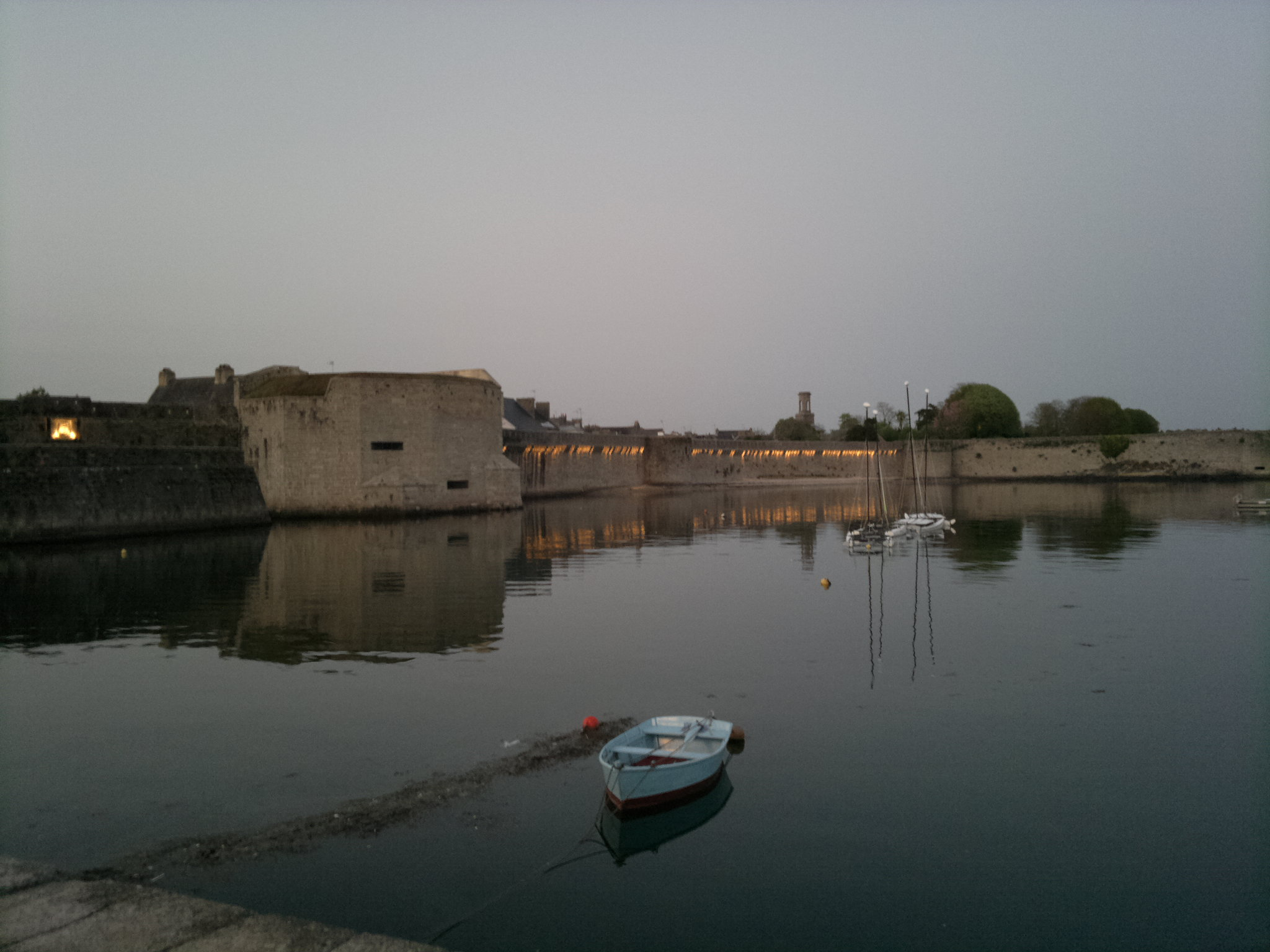
Vista de las murallas desde el puerto.
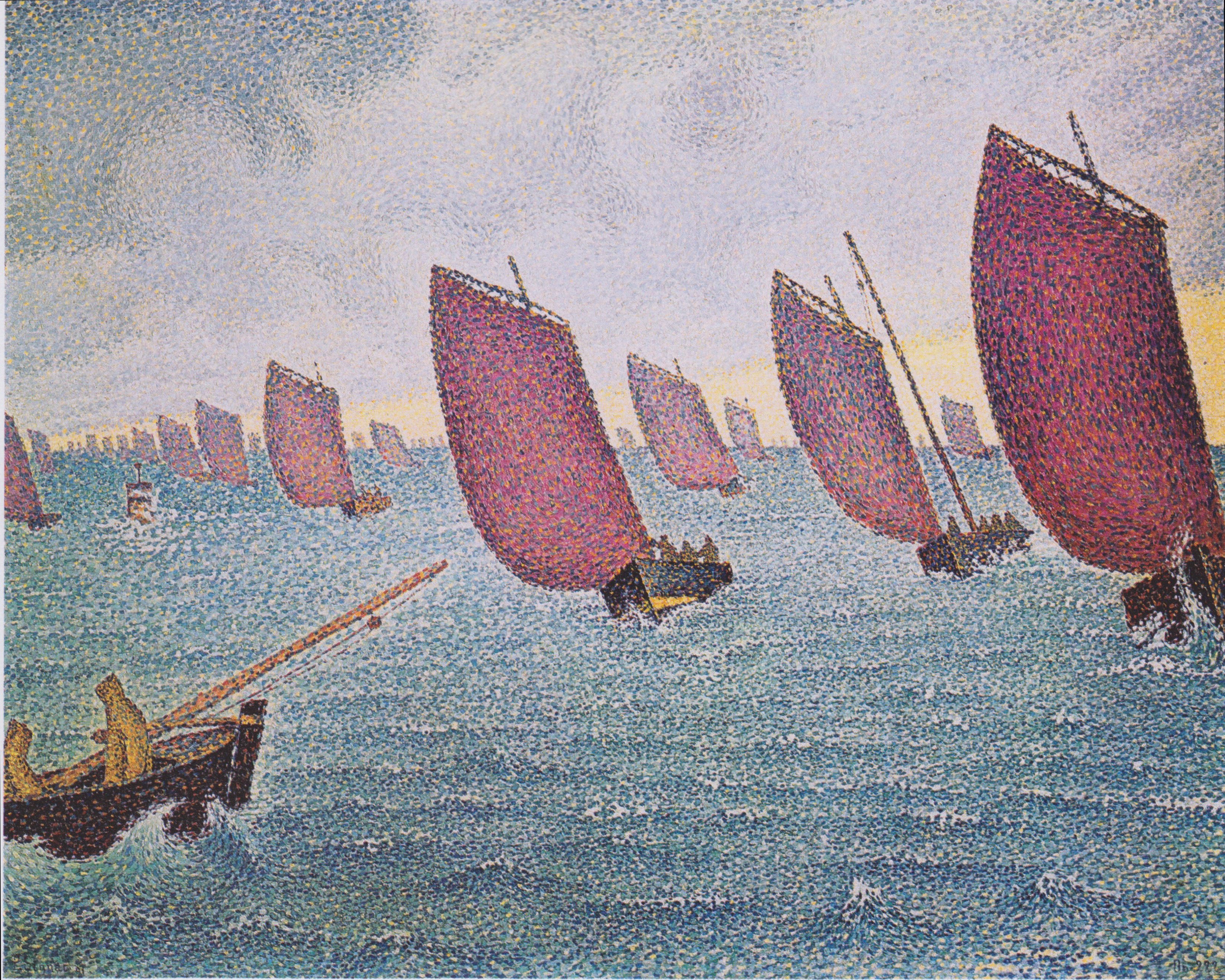
Signac - Regata en Concarneau - 1891.